# L'Épine-aux-Bois
L'Épine-aux-Bois è un comune francese di 262 abitanti situato nel dipartimento dell'Aisne della regione dell'Alta Francia.

## Società

### Evoluzione demografica
Abitanti censiti